# Centro de Investigación y Prevención de Accidentes Aeronáuticos
El Centro de Investigación y Prevención de Accidentes Aeronáuticos (CENIPA, en portugués, Centro de Investigação e Prevenção de Acidentes Aeronáuticos) es una división de la Fuerza Aérea Brasileña, responsable de investigar accidentes e incidentes aéreos en Brasil. Su sede está ubicada en Brasilia.
Las actividades realizadas por CENIPA están previstas por el Decreto nº 5.196, de 26 de agosto de 2004, que tiene como objetivo planificar, gestionar, controlar y ejecutar actividades relacionadas con la prevención e investigación de accidentes aeronáuticos en Brasil. 
CENIPA es editor de la revista Conexão Sipaer, una revista científica centrada en la seguridad de la aviación.

## Historia
- 1951 - Se crea el Sistema de Investigación y Prevención de Accidentes Aeronáuticos (SIPAER);
- 1971 - Se crea CENIPA, con la función de actuar como órgano central del SIPAER.
- 1996 - Investigación del accidente del avión PT-LSD de los Mamonas Assassinas, realizada por una CIAA.
- 1996 - Investigación del accidente del vuelo TAM 402, realizada por una CIAA.
- 2006 - Investigación del accidente del vuelo GOL 1907 y del Legacy N600XL, realizada por una CIAA.
- 2007 - Se crean los Servicios Regionales de Investigación y Prevención de Accidentes Aéreos (SERIPA).
- 2007 - Investigación del accidente del TAM 3054, realizada por una CIAA.
- 2014 - Investigación del accidente del CESSNA CITATION 560 XLS+, realizada por una CIAA.
- 2014 - CENIPA crea el sistema central de reporte sobre Riesgo de Fauna en la Aviación.
- 2014 - CENIPA es la primera Organización Militar brasileña en publicar una base de datos estándar abierta,[2] denominada proyecto Opendata AIG Brasil.[3]
- 2017 - CENIPA pone a disposición del público el Panel SIPAER [4] La herramienta pone a disposición pública información histórica sobre sucesos aeronáuticos en el estándar de inteligencia de negocios.
- 2024 - Investigación del accidente del vuelo 2283 de Voepass.[5][6][7]